# La Soirée des Enfoirés à l'Opéra
Albums de Les Enfoirés
Tournée d'Enfoirés
(1989) Les Enfoirés chantent Starmania
(1993)
La Soirée des Enfoirés à l'Opéra est le deuxième spectacle des Enfoirés donné le 9 janvier 1992 à l'Opéra Garnier de Paris, retransmis le 20 janvier 1992 sur TF1 et sorti sur cassette audio, CD et cassette vidéo, le 21 octobre 1992.

## Artistes présents
C'est Maryse qui inaugure le show, présentant avec beaucoup d'émotion l'association fondée par Coluche.
Suivront ensuite onze artistes cette année-là (qui ne sont pas tous présents sur le CD) : 
- Francis Cabrel (première participation)
- Carole Fredericks (première participation)
- Jean-Jacques Goldman
- Michael Jones
- Patricia Kaas (première participation)
- Jean-Jacques Milteau (première participation)
- Renaud (première participation)
- Muriel Robin (première participation)
- Patrick Sébastien (première participation)
- Smaïn (première participation)
- Éric Vu-An (première participation)

## Tour de chant
Les titres avec un astérisque ne sont pas repris sur l'album.
| n° | Titre                             | Interprète(s)                                                                           | Paroles                                | Musique              | Interprète(s) original(aux)                                                                                     |
| -- | --------------------------------- | --------------------------------------------------------------------------------------- | -------------------------------------- | -------------------- | --- |
| 1  | Les Restos du cœur (instrumental) |                                                                                         |                                        | Jean-Jacques Goldman | Nathalie Baye, Coluche, Catherine Deneuve, Michel Drucker, Jean-Jacques Goldman, Yves Montand et Michel Platini |
| 2  | Présentation des Restos du cœur   | Maryse                                                                                  |                                        |                      | |
| 3  | Né en 17 à Leidenstadt            | Fredericks Goldman Jones                                                                | Jean-Jacques Goldman                   | Jean-Jacques Goldman | Fredericks Goldman Jones                                                                                        |
| 4  | Pas toi                           | Fredericks Goldman Jones                                                                | Jean-Jacques Goldman                   | Jean-Jacques Goldman | Jean-Jacques Goldman                                                                                            |
| 5  | Je te promets                     | Jean-Jacques Goldman et Patricia Kaas                                                   | Jean-Jacques Goldman                   | Jean-Jacques Goldman | Johnny Hallyday                                                                                                 |
| 6  | Une dernière semaine à New York   | Patricia Kaas                                                                           | Didier Barbelivien                     | François Bernheim    | Patricia Kaas                                                                                                   |
| 7  | Un dernier blues                  | Patricia Kaas                                                                           | Didier Barbelivien                     | Didier Barbelivien   | Patricia Kaas                                                                                                   |
| 8  | Un, deux, trois*                  | Fredericks Goldman Jones et Muriel Robin                                                | Jean-Jacques Goldman                   | Jean-Jacques Goldman | Fredericks Goldman Jones                                                                                        |
| 9  | Ballade nord-irlandaise           | Renaud et Fredericks Goldman Jones                                                      | Renaud Séchan                          | (traditionnelle)     | Renaud |
| 10 | Dans ton sac                      | Renaud                                                                                  | Renaud Séchan                          | Mourad Malki         | Renaud |
| 11 | Putain de camion                  | Renaud                                                                                  | Renaud Séchan                          | Franck Langolff      | Renaud |
| 12 | La Pêche à la ligne               | Renaud et Francis Cabrel                                                                | Renaud Séchan                          | Jean-Pierre Buccolo  | Renaud |
| 13 | Petite Marie                      | Francis Cabrel                                                                          | Francis Cabrel                         | Francis Cabrel       | Francis Cabrel                                                                                                  |
| 14 | Les Feuilles mortes*              | Patrick Sébastien et Fredericks Goldman Jones                                           | Jacques Prévert                        | Joseph Kosma         | Cora Vaucaire                                                                                                   |
| 15 | Quand on n'a que l'amour*         | Patrick Sébastien                                                                       | Jacques Brel                           | Jacques Brel         | Jacques Brel |
| 16 | Va pas t'flinguer bonhomme        | Patrick Sébastien                                                                       | Patrick Sébastien                      | Patrick Sébastien    | Patrick Sébastien                                                                                               |
| 17 | Tango arepo*                      | Éric Vu-An (danse)                                                                      |                                        | Hugues Le Bars       | |
| 18 | Regarde les riches                | Patricia Kaas et Fredericks Goldman Jones                                               | Didier Barbelivien - François Bernheim | Didier Barbelivien   | Patricia Kaas                                                                                                   |
| 19 | Le Pénitencier                    | Carole Fredericks et Jean-Jacques Goldman                                               | Adapt. Hugues Aufray - Vline Buggy     | Alan Price           | Johnny Hallyday                                                                                                 |
| 20 | Je te donne*                      | Fredericks Goldman Jones                                                                | Jean-Jacques Goldman                   | Jean-Jacques Goldman | Jean-Jacques Goldman et Michael Jones                                                                           |
| 21 | Chanson pour l'Auvergnat          | Fredericks Goldman Jones, Patricia Kaas, Renaud, Muriel Robin, Patrick Sébastien, Smaïn | Georges Brassens                       | Georges Brassens     | Georges Brassens                                                                                                |

## Single
- Chanson pour l'Auvergnat / Les Restos du cœur (45 tours, cassette single et CD 2 titres)

## Musiciens
- Guitares : Jean-Pierre Bucolo, François Ovide, Claude Samard, Roger Secco, Jean-Jacques Goldman et Francis Cabrel
- Basse : Michel Peyratout et Michel Hervé
- Percussions : Jean-Paul Batailley
- Accordéon : Jean-Louis Roques
- Harmonica : Jean-Jacques Milteau
- Piano : Marie-Thérèse Chileri et Jean-Jacques Goldman
- Chœurs : Sophie Verbizky et Anne Verbizky
- Chef d'orchestre : Jean Musy
- Violons : Arnaud Aguergaray, François Arnaud, Claire Couic, Claudio Dalmoro, Jean-Lou Descamps, Anne Gravoin, Laurence Monti, Marc Olivier de Nattes, François Polansky, Isabelle Turchi
- Alto : Claire Paris, Frédéric Mangeon, Marylène Vinciguerra
- Violoncelle : Jean-Claude Auclin, Mikaele Gouinguene, Isabelle Vuarnesson, Florence Wilson

## Audience
La retransmission télévisée du spectacle a été suivi par 8 051 400 téléspectateurs, soit 38,7 % de part de marché.

## Classements hebdomadaires
| Classement (1992) | Meilleure place |
| ----------------- | --------------- |
| France (SNEP)     | 8               |

## Certifications
| Pays          | Certification | Unités certifiées |
| ------------- | ------------- | ----------------- |
| France (SNEP) | Or            | 100 000           |